# Banco BISA
Banco BISA S.A. (antiguamente conocido como Banco Industrial S.A.), es un banco boliviano con sede central en La Paz. Fundado el 5 de julio de 1963, Banco BISA ofrece servicios financieros en los nueve departamentos de Bolivia y es actualmente el cuarto banco más grande del país en términos de activos.

## Historia

### Inicios de Banco BISA
El 5 de julio de 1963, un conglomerado de 18 empresarios financieros bolivianos fundaron el Banco Industrial S.A. (BISA). Inicialmente, Banco Industrial comenzó operaciones ofreciendo servicios financieros a los sectores minero, agropecuario y agroindustrial del país, posteriormente se reorganizó como banco general ofreciendo servicios al público general. 
En 1965, el banco adquirió el inmueble, ubicado en el Paseo del Prado en el centro de La Paz, donde actualmente se encuentra la sede central. En 1974, Banco Industrial inauguró una segunda sucursal en la ciudad de Santa Cruz de la Sierra.
En 1985, la junta de accionistas de Banco Industrial nombró a Julio León Prado, fundador de la Universidad Privada Boliviana, como presidente del directorio. Bajo la administración de León Prado, Banco Industrial se convirtió en un banco comercial, ofreciendo servicios financieros a clientes individuales además del sector industrial.

### Grupo Financiero BISA
En 1990, se crea el Grupo Financiero BISA, como primer conglomerado financiero de Bolivia. En 1991, el grupo financiero estableció su primera subsidiaria, BISA Seguros y Reaseguros S.A., filial que ofrece seguros de salud privado, seguro de hogar y autmotor. El 6 de abril de 1993, se establece BISA Leasing S.A., subsidiaria dedicada a ofrecer arrendamientos financieros. Al año 2013, BISA Leasing contó con una participación de 54,79% en el mercado de arrendamiento financiero nacional. En 1998, se funda La Vitalicia, entidad dedicada al seguro de personas.

### Banco BISA S.A.
En 1997, la razón social de la entidad financiera cambia de Banco Industrial S.A. a Banco BISA S.A., dado que las siglas BISA estaban posicionadas como una de las marcas más reconocibles de Bolivia.
Es accionista de las dos operadoras de tarjetas de crédito y débito que hay en Bolivia como son: Linkser S.A. y Red Enlace ATC.

## Operaciones y organización

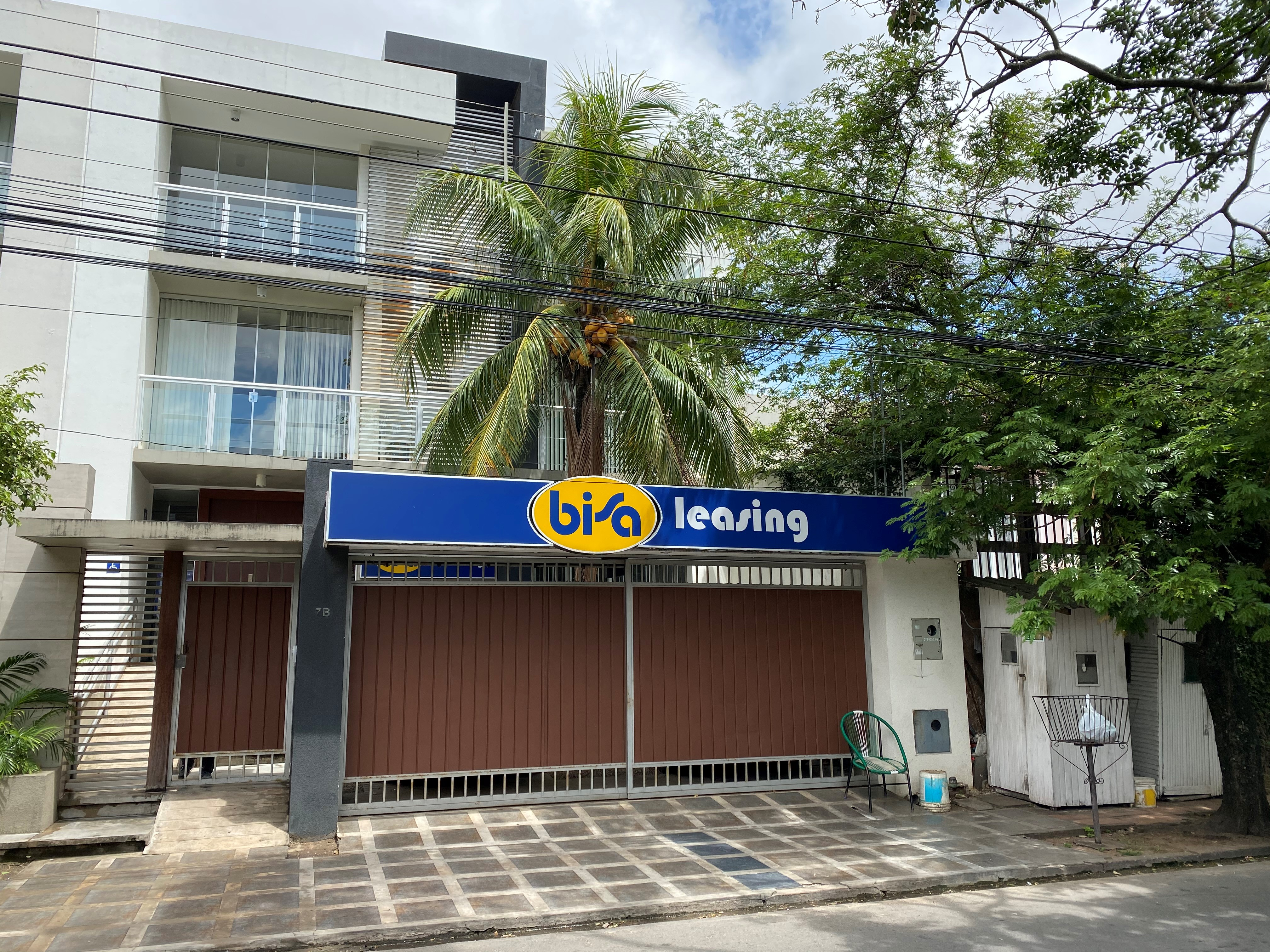
Sucursal de la subsidiaria "BISA Leasing" en Santa Cruz de la Sierra

Banco BISA proporciona una gama de servicios y productos financieros y corporativos en los nueve departamentos de Bolivia.
1. Ofertas cuentas Transaccionales,
2. cuentas de ahorros,
3. cuentas corrientes,
4. pago y cobro fácil QR "SIMPLE"
5. tarjetas de débito, Visa Debit Classic de VISA que se puede comprar por Internet.
6. tarjetas de crédito, VISA que se puede comprar por Internet.
7. hipotecas
8. pago de salarios de empresas e instituciones públicas
9. transferencias interbancarias
10. préstamos personales.
11. El banco cuenta con 74 sucursales,
12. 322 ATMs[7]